# Intense Bowl
L’Intense Bowl était la grande finale de l'Intense Football League, une ligue de football américain en salle. Ce match était joué entre les deux équipes qui avaient passé les séries éliminatoires.
| Intense Bowl | Date             | Gagnant                           | Finaliste                         | Score                             | Salle                             | Ville                             | Aff.                              |
| ------------ | ---------------- | --------------------------------- | --------------------------------- | --------------------------------- | --------------------------------- | --------------------------------- | --------------------------------- |
| 1            | 4 septembre 2004 | Dusters d'Amarillo                | Lone Stars de Lubbock             | 62-47                             | Cal Farley Coliseum               | Amarillo                          | 4,500                             |
|              | 2005             | Pas de match car ligue suspendue. | Pas de match car ligue suspendue. | Pas de match car ligue suspendue. | Pas de match car ligue suspendue. | Pas de match car ligue suspendue. | Pas de match car ligue suspendue. |
| 2            | 12 août 2006     | Roughnecks d'Odessa               | Hammerheads de Corpus Christi     | 97-56                             | Ector County Coliseum             | Odessa                            | 4,442                             |
| 3            | 11 août 2007     | Swashbucklers de la Louisiane     | Hammerheads de Corpus Christi     | 46-27                             | Sudduth Coliseum                  | Lac Charles                       |                                   |
| 4            | 28 juillet 2008  | Swashbucklers de la Louisiane     | Hammerheads de Corpus Christi     | 66-35                             | Sudduth Coliseum                  | Lac Charles                       |                                   |

- Nombre de participations :
  - Hammerheads de Corpus Christi : 3 (perd 3)
  - Swashbucklers de la Louisiane : 2 (gagne 2)
  - Dusters d'Amarillo : 1 (gagne 1)
  - Roughnecks d'Odessa : 1 (gagne 1)
  - Lone Stars de Lubbock : 1 (perd 1)